# Congosorex
Congosorex — рід невеликих ссавців з родини мідицевих (Soricidae).

## Опис
Схожі статурою й тісно пов'язані з Myosorex. Їх хутро коричневого кольору. 

## Поширення
Живуть у Центральній і Східній Африці.

## Звички
Мало що відомо про звички цих тварин, середовищем їх проживання є ліси.